# Провал
Провалът е състояние или условие, при което не са постигнати желаните или планираните цели, и което може да се разглежда като противоположното състояние на успеха.

## Критерии за провал
Критериите за провал в значителна степен зависят от контекста, в който понятието се употребява, и могат да са относителни спрямо различните наблюдатели или различните системи от схващания. Ситуация, която се възприема като провал от един може от друг да се възприеме като успех, особено в случаи на пряка конкуренция или антагонизъм (игра с нулева сума). По подобие степента на успех или провал в дадена ситуация може да бъде различно възприемана от участници и наблюдатели, като ситуацията може да бъде квалифицирана като провал, успех, частичен успех или неутрална ситуация.
Може да бъде трудно или невъзможно да се установи дали дадена ситуация отговаря на критериите за успех или провал, поради двусмислено или некоректно дефинираните критерии за оценка. Установяването на полезни и ефективни критерии или евристики, спрямо които да се оценява успехът или провалът, само по себе си може да е съществена задача.

## Видове провал
Човек, който единствено се интересува от финалния резултат от дадена дейност, може да оцени резултата като провал, ако същинският проблем не е намерил разрешение или не е отговорено на дадена базова необходимост. Провалът може да е и процедурен провал, при който въпреки че дадената дейност е успешно завършена, може пак да е причина за неудовлетвореност, тъй като процедурите, по които дейността се извършва, се възприемат като несъответстващи на определени очаквания. Съществуват и провали, свързани с формираните очаквания, провали на възприятията, провали в изпълнението.
Редакторът на списание Wired Кевин Кели обяснява, че много може да бъде научено и от нещата, които се случват непредвидено и част от успеха в науката е резултат от допускането на грешки – „малки, управляеми, постоянни и проследими“. Той използва за пример инженери и програмисти, които тласкат до краен предел разработваните от тях системи, повреждайки ги, за да се учат от грешките си. Кели предупреждава и че създаването на култура (например образователна система), която наказва сурово провала, възпрепятства творческия процес и води до риска хората да се научат да не споделят с други важна информация за своите провали.
Провалът в науката включително може да е и успех сам по себе си, тъй като носи информация, че дадени разглеждани хипотеза, метод, клон на решение и т.н. не постигат желания резултат, т.е. при следващото изследване могат да бъдат игнорирани. Наред с това някои грешки в науката водят до неочаквани, непланирани и по друг начин непостижими открития.